# Maisons-lès-Soulaines

Maisons-lès-Soulaines este o comună în departamentul Aube din nord-estul Franței. În 1 ianuarie 2022 avea o populație de 64 de locuitori.